# بايلي ماي
بيلي توماس كابيلو ماي (من مواليد 6 أغسطس 2002) هو ممثل وعارض ازياء ومغني وراقص فلبيني بريطاني. حصل على التقدير لأول مرة من خلال أغطية شون كينغستون و Daniel Padilla.
في عام 2015، نجح في اختبار إصدار العام العاشر من Pinoy Big Brother (Pinoy Big Brother: 737)، وفي النهاية حصل على المركز الثاني في (4th Teen Big Placer). وفي عام 2017، انضم إلى مجموعة البوب العالمية ناو يونايتد، ممثلاً الفلبين.

## حياة سابقة
ولد بايلي في مدينة سيبو بالفلبين لأم فلبينية من سيبوانا، وأب بريطاني. لديه أخت صغيرة تدعى مايا لويزا. عندما كان في الرابعة من عمره، انتقلت عائلته من الفلبين إلى نورتش بإنجلترا حيث تربى حتى بلغ الثانية عشرة من عمره. نتيجة لذلك، يحمل الجنسيتين الفلبينية والبريطانية. غالبًا ما كانت عائلته تسافر إلى الفلبين لقضاء الإجازات والعطلات والتجمعات العائلية الخاصة. التحق بمدرسة نوتردام الثانوية في نورويتش.
في سن الثانية عشرة، عاد بايلي بشكل دائم إلى الفلبين، وأصبح لاحقًا ممثلا رسميا بعد الاختبار عبر الإنترنت لـ Pinoy Big Brother: 737. 

## مهنة التمثيل
قد تم اختباره كمثل في Pinoy Big Brother: 737 ودخل بنجاح في عام 2015. فاز بالمركز الثاني (4th Teen Big Placer) وتميز بكونه أصغر متسابق للأخ الأكبر في الامتياز بأكمله. 
اخوه الأكبر مهد الطريق لدخوله صناعة الترفيه الفلبينية. أول مهمة تمثيله له كانت في على أجنحة الحب  لعب دور هاري فاوستو ابن العم الأصغرلكلارك الذي مثل من قبل جيمس ريد والحب مصلحة أودري أوليفار الذي تلعبه Ylona غارسيا.

## المشوار المهني الموسيقي

### 2015-2016: بدايات مهنة الموسيقى
في يوليو 2015، مايو، جنبا إلى جنب مع زملائه هووسمت Ylona غارسيا، وسجلت نسختهم الخاصة من «Magmahal مولي» (مضاءة. الحب مرة أخرى). في الشهر التالي، سجل نسخته الخاصة من «الآن نحن معًا» والتي غناها في الأصل خليل راموس. في 9 أغسطس 2015 تم إصدار كلتا الأغنيتين على Spotify .  صدر ألبوم ترسيمه الذاتي في نوفمبر 2015. 

### 2017 إلى الوقت الحاضر: Now United
في نوفمبر 2017، تم الكشف عن ماي كجزء من التشكيلة النهائية لفرقة البوب العالمية ناو يونايتد. شرعت المجموعة منذ ذلك الحين في ثلاث جولات عالمية، جولة برومو العالمية (2018)، جولة حول العالم 2019 - مقدمة من YouTube Music ، و Dreams Come True Tour (2019)، للسفر إلى مدن مختلفة في بلدان مثل المكسيك والهند والبرازيل والجنوب. كوريا والفلبين والولايات المتحدة.

## فيلموغرافيا

### التلفاز
| عام                   | عنوان                        | الدور              | نوع الدور            | شبكة الاتصال      |
| --------------------- | ---------------------------- | ------------------ | -------------------- | ----------------- |
| 2017                  | Maalaala Mo Kaya: توقيع شخصي | دانيال باديلا      | المصبوب الحلقة       | أي بي إس-سي بي إن |
| 2016                  | نحن نحب OPM: أغاني المشاهير  | نفسه (صوت المجاور) | المتسابق             | أي بي إس-سي بي إن |
| 2016                  | ميكس                         | نفسه               | المشاهير VJ          | أي بي إس-سي بي إن |
| 2015-2016             | على أجنحة الحب               | هاري فاوستو        | يلقي الموسعة         | أي بي إس-سي بي إن |
| 2015                  | انه وقت العرض                | نفسه               | ضيف / مؤدي           | أي بي إس-سي بي إن |
| 2015 إلى الوقت الحاضر | في اسرع وقت ممكن             | نفسه               | ضيف / مؤدي           | أي بي إس-سي بي إن |
| 2015                  | الشائع: الحب                 | زاك رودريغيز       | دور القيادة المشتركة | أي بي إس-سي بي إن |
| 2015                  | بينوي الأخ الأكبر: 737       | نفسه / زميل المنزل | ثابت                 | أي بي إس-سي بي إن |

### الافلام الوثائقية
| عام  | عنوان                          | حرف  | ملاحظات                                                                                      | مرجع   |
| ---- | ------------------------------ | ---- | -------------------------------------------------------------------------------------------- | ------ |
| 2018 | قابل بيلي                      | نفسه | فيديو على قناة ناو يونايتد في اليوتيوب، حيث يتحدث عن قصة الحياة بأكملها حتى يصل إلى المجموعة |        |
| 2018 | الأحلام تتحقق: الفيلم الوثائقي | نفسه | فيلم وثائقي يوضح إنشاء فرقة البوب العالمية ناو يونايتد                                       | [ 10 ] |

## ديسكغرفي

### ألبومات
- بيلي (2016)

### الفردي
| عنوان | عام         | قمة                        | قمة          | قمة         | البوم                               |
| عنوان | عام         | العد التنازلي لـ Pinoy MYX | مخطط ضرب MYX | PHL         | البوم                               |
| كفنان رئيسي | كفنان رئيسي | كفنان رئيسي                | كفنان رئيسي  | كفنان رئيسي | كفنان رئيسي                         |
| --- | ----------- | -------------------------- | ------------ | ----------- | ----------------------------------- |
| هل تصبحين صديقتي | 2016        | 5                          | 10           | —           | بيلي                                |
| غوستو كيتا | 2016        | 2                          | 2            | —           | بيلي                                |
| بوم يذهب قلبي | 2016        | -                          | -            | —           | بيلي                                |
| بناء لي، الحوذان | 2016        | -                          | -            | —           | بيلي                                |
| فلدي الفوز | 2016        | -                          | -            | —           | بيلي                                |
| الآن نحن معًا | 2016        | -                          | -            | —           | بيلي                                |
| دعينى أحبك | 2020        | -                          | -            | —           | —                                   |
| التعاون |             |                            |              |             |                                     |
| ماغاهال مولي (مع يلونا جارسيا) | 2015        | -                          | -            | —           | بينوي الأخ الأكبر: 737              |
| يا باغ ibig (مع يلونا جارسيا) | 2016        | 1                          | 1            | —           | Himig Handog: P-Pop Love Songs 2016 |
| تشير "-" إلى الإصدارات التي لم يتم رسمها أو لم يتم إصدارها في تلك المنطقة. ملاحظة: تم إصدار Billboard Philippine Hot 100 لأول مرة في 12 يونيو 2017. |             |                            |              |             |                                     |

| عام  | جوائز الفيلم / النقاد                          | جائزة                                       | عمل معين                    | نتيجة |
| ---- | ---------------------------------------------- | ------------------------------------------- | --------------------------- | ----- |
| 2015 | بينوي الأخ الأكبر: 737                         | 4th في سن المراهقة الكبير الغرينية          | —                           | نهائي |
| 2015 | جوائز ستار سينما                               | التليفزيون المفضل Loveteam مع Ylona Garcia  | —                           | رُشِّح   |
| 2015 | جوائز اختيار مشاهدي البوب من ASAP              | موسيقى البوب في سن المراهقة                 | —                           | رُشِّح   |
| 2015 | جوائز اختيار مشاهدي البوب من ASAP              | Pop Teen Loveteam مع Ylona Garcia           | —                           | رُشِّح   |
| 2015 | جوائز RAWR                                     | ذكر فنان الاختراق لهذا العام                | —                           | فوز   |
| 2015 | حفل توزيع جوائز PMPC التاسع والعشرون للتلفزيون | ذكر المشاهير من الليل                       | —                           | فوز   |
| 2016 | Himig Handog PPop Lovesong                     | MYX Best Music Video مع يلونا جارسيا        | يا باغ ibig مع يلونا جارسيا | فوز   |
| 2016 | Himig Handog PPop Lovesong                     | المترجم المفضل لموسيقى PH مع Ylona Garcia   | يا باغ ibig مع يلونا جارسيا | فوز   |
| 2016 | Himig Handog PPop Lovesong                     | جوائز اختيار مور مع يلونا جارسيا            | يا باغ ibig مع يلونا جارسيا | فوز   |
| 2016 | Himig Handog PPop Lovesong                     | جائزة TFC Global Choice مع Ylona Garcia     | يا باغ ibig مع يلونا جارسيا | فوز   |
| 2016 | دفع الجوائز                                    | ادفع مثل الوافد الجديد                      | —                           | فوز   |
| 2016 | نعم! مجلة                                      | أجمل النجوم (فئة فريق الحب) مع يلونا جارسيا | —                           | مُضمّن  |
| 2016 | جوائز PMPC الثامنة للموسيقى                    | أفضل فنان تسجيل جديد لهذا العام             | —                           | رُشِّح   |
| 2016 | جوائز PMPC الثامنة للموسيقى                    | أغنية السنه                                 | غوستو كيتا                  | رُشِّح   |
| 2016 | جوائز PMPC الثامنة للموسيقى                    | ألبوم الرقص للعام                           | بيلي                        | رُشِّح   |
| 2016 | جوائز النجوم الثلاثين للتلفزيون PMPC           | أفضل شخصية تلفزيونية جديدة للذكور           | على أجنحة الحب              | رُشِّح   |
| 2016 | جوائز اختيار مشاهدي البوب من ASAP              | البوب ذكر هوتي                              | —                           | رُشِّح   |
| 2017 | Wish 107.9 جوائز                               | أتمنى أن يكون الفنان الشاب لهذا العام       | —                           | رُشِّح   |
| 2017 | حفل توزيع جوائز ميكس الثاني عشر للموسيقى       | الفيديو الموسيقي المفضل مع Ylona Garcia     | يا باغ ibig مع يلونا جارسيا | رُشِّح   |
| 2017 | حفل توزيع جوائز ميكس الثاني عشر للموسيقى       | الأغنية المفضلة مع يلونا جارسيا             | يا باغ ibig مع يلونا جارسيا | رُشِّح   |
| 2017 | حفل توزيع جوائز ميكس الثاني عشر للموسيقى       | مفضل Myx Celeb VJ مع Ylona Garcia           | —                           | رُشِّح   |
| 2017 | جوائز GMMSF Box-Office Entertainment 48th      | أفضل مطرب / فنان واعد لهذا العام            | بيلي                        | فوز   |
| 2017 | جوائز اختيار مور                               | أغنية السنه                                 | يا باغ ibig مع يلونا جارسيا | فوز   |
| 2017 | جوائز أويت الثلاثين                            | أفضل تسجيل لموسيقى البوب                    | يا باغ ibig مع يلونا جارسيا | فوز   |
| 2017 | جوائز أويت الثلاثين                            | أفضل تسجيل هندسي                            | يا باغ ibig مع يلونا جارسيا | رُشِّح   |
| 2017 | جوائز أويت الثلاثين                            | أغنية السنه                                 | يا باغ ibig مع يلونا جارسيا | رُشِّح   |

## روابط خارجية
- بايلي ماي في قاعدة بيانات الأفلام على الإنترنت
- بايلي ماي على إنستغرام